# The Fallen Idol
The Fallen Idol is een Britse dramafilm uit 1948 onder regie van Carol Reed. Het scenario is gebaseerd op de novelle The Basement Room van de Britse auteur Graham Greene.

## Verhaal
De jonge Philippe kijkt op naar de huisbediende Baines. Als Baines de verdachte wordt in een moordzaak, wil Philippe zijn vriend helpen door de politie om de tuin te leiden. Aldus komt de bediende nog meer in opspraak. Wanneer het onderzoek vordert, komt Philippe erachter dat Baines misschien toch niet de held is waar hij hem voor had gehouden.

## Rolverdeling
| Acteur            | Personage         |
| ----------------- | ----------------- |
| Ralph Richardson  | Baines            |
| Michèle Morgan    | Julie             |
| Sonia Dresdel     | Mevrouw Baines    |
| Bobby Henrey      | Philippe          |
| Denis O'Dea       | Inspecteur Crowe  |
| Jack Hawkins      | Rechercheur Ames  |
| Walter Fitzgerald | Dokter Fenton     |
| Dandy Nichols     | Mevrouw Patterson |
| Joan Young        | Mevrouw Barrow    |
| Karel Štepánek    | Secretaris        |
| Gerard Heinz      | Ambassadeur       |
| Torin Thatcher    | Politieagent      |
| James Hayter      | Perry             |
| Geoffrey Keen     | Rechercheur Davis |
| Bernard Lee       | Rechercheur Hart  |